# Пушкари (Тернопольская область)
Пушкари (укр. Пушкарі) — село в Бучачской городской общине Чортковского района Тернопольской области Украини.
До 2020 года входило в Бучачский район.
Код КОАТУУ — 6121284003. Население по переписи 2001 года составляло 159 человек.

## Географическое положение
Село Пушкари находится на левом берегу реки Ольховец,
выше по течению на расстоянии в 2,5 км расположено село Матеушовка,
ниже по течению на расстоянии в 4 км расположено село Мартыновка,
на противоположном берегу — село Новые Петликовцы.

## История
- 1850 год — дата основания.

## Объекты социальной сферы
- Клуб.
- Фельдшерско-акушерский пункт.